# Vuelta al Algarve 2022
La 48.ª edición de la competición ciclista Vuelta al Algarve fue una carrera de ciclismo en ruta por etapas que se celebró entre el 16 y el 20 de febrero de 2022 en Portugal con inicio en la ciudad de Portimão y final en la ciudad de Loulé en el Alto do Malhão, sobre una distancia total de 795,8 kilómetros.
La carrera formó parte del del UCI ProSeries 2022, calendario ciclístico mundial de segunda división, dentro de la categoría UCI 2.Pro y fue ganada por el belga Remco Evenepoel del Quick-Step Alpha Vinyl. Completaron el podio, como segundo y tercer clasificado respectivamente, el estadounidense Brandon McNulty del UAE Emirates y el colombiano Daniel Felipe Martínez del INEOS Grenadiers.

## Equipos participantes
Tomaron parte en la carrera 25 equipos: 10 de categoría UCI WorldTeam invitados por la organización, 5 de categoría UCI ProTeam y 10 de categoría Continental. Formaron así un pelotón de 167 ciclistas de los que acabaron 133. Los equipos participantes fueron:
| WorldTeams (10)- Quick-Step Alpha Vinyl - Ineos Grenadiers - Jumbo-Visma - UAE Team Emirates - Bora-Hansgrohe - Astana Qazaqstan Team - Intermarché-Wanty-Gobert Matériaux - Groupama-FDJ - Trek-Segafredo - Cofidis ProTeams (5)- Alpecin-Fenix - Caja Rural-Seguros RGA - Euskaltel-Euskadi - Human Powered Health - Arkéa-Samsic Equipos continentales (10)- Atum General-Tavira-Maria Nova Hotel - Aviludo-Louletano-Loulé Concelho - Efapel Cycling - ABTF Betão-Feirense - Glassdrive-Q8-Anicolor - Kelly-InOutBuild-UD Oliveirense - LA Alumínios-Credibom-Marcos Car - Rádio Popular-Paredes-Boavista - Tavfer-Mortágua-Ovos Matinados - W52-FC Porto |
| |

## Recorrido
La Vuelta al Algarve dispuso de cinco etapas dividido en dos etapas escarpadas, una etapa de media montaña, una contrarreloj individual, y una etapa de alta montaña en la última etapa, para un recorrido total de 754,71 kilómetros.
| Etapa     | Fecha     | Recorrido                          | type                    | Distancia (km) | Desnivel (m) | Ganador         | Líder           |
| --------- | --------- | ---------------------------------- | ----------------------- | -------------- | ------------ | --------------- | --------------- |
| 1.ª etapa | 16 de feb | Portimão – Lagos                   | etapa escarpada         | 199,1          | 2834 m       | Fabio Jakobsen  | Fabio Jakobsen  |
| 2.ª etapa | 17 de feb | Albufeira – Foia                   | etapa de montaña        | 182,4          | 4857 m       | David Gaudu     | David Gaudu     |
| 3.ª etapa | 18 de feb | Almodôvar – Faro                   | etapa escarpada         | 209,1          | 2483 m       | Fabio Jakobsen  | David Gaudu     |
| 4.ª etapa | 19 de feb | Villarreal de San Antonio – Tavira | contrarreloj individual | 32,2           | 407 m        | Remco Evenepoel | Remco Evenepoel |
| 5.ª etapa | 20 de feb | Lagoa – Alto do Malhão             | etapa de media montaña  | 173            | 3612 m       | Sergio Higuita  | Remco Evenepoel |

## Desarrollo de la carrera

### 1.ª etapa
| Portimão - Lagos | etapa escarpada | (199,1 km) |

| \| Clasificación de la etapa \| Clasificación de la etapa \| Clasificación de la etapa \| Clasificación de la etapa \| Clasificación de la etapa \| \| Ciclista \| Ciclista \| Equipo \| Tiempo \| \| \| ------------------------- \| ------------------------- \| ---------------------------------- \| ------------------------- \| ------------------------- \| \| 1.º \| Fabio Jakobsen \| Quick-Step Alpha Vinyl \| 4 h 56 min 29 s \| \| \| 2.º \| Bryan Coquard \| Cofidis \| + 0 s \| \| \| 3.º \| Alexander Kristoff \| Intermarché-Wanty-Gobert Matériaux \| + 0 s \| \| \| 4.º \| Michele Gazzoli \| Astana Qazaqstan Team \| + 0 s \| \| \| 5.º \| Rui Oliveira \| UAE Team Emirates \| + 0 s \| \| \| 6.º \| Bert Van Lerberghe \| Quick-Step Alpha Vinyl \| + 0 s \| \| \| 7.º \| Remco Evenepoel \| Quick-Step Alpha Vinyl \| + 0 s \| \| \| 8.º \| Nils Politt \| Bora-Hansgrohe \| + 0 s \| \| \| 9.º \| Brandon McNulty \| UAE Team Emirates \| + 0 s \| \| \| 10.º \| Tobias Foss \| Jumbo-Visma \| + 0 s \| \| |                    |                                    |                 |
| |                    |                                    |                 |
| Fuente: ProCyclingStats |                    |                                    |                 |
| Clasificación de la etapa |                    |                                    |                 |
| Ciclista | Ciclista           | Equipo                             | Tiempo          |
| 1.º | Fabio Jakobsen     | Quick-Step Alpha Vinyl             | 4 h 56 min 29 s |
| 2.º | Bryan Coquard      | Cofidis                            | + 0 s           |
| 3.º | Alexander Kristoff | Intermarché-Wanty-Gobert Matériaux | + 0 s           |
| 4.º | Michele Gazzoli    | Astana Qazaqstan Team              | + 0 s           |
| 5.º | Rui Oliveira       | UAE Team Emirates                  | + 0 s           |
| 6.º | Bert Van Lerberghe | Quick-Step Alpha Vinyl             | + 0 s           |
| 7.º | Remco Evenepoel    | Quick-Step Alpha Vinyl             | + 0 s           |
| 8.º | Nils Politt        | Bora-Hansgrohe                     | + 0 s           |
| 9.º | Brandon McNulty    | UAE Team Emirates                  | + 0 s           |
| 10.º | Tobias Foss        | Jumbo-Visma                        | + 0 s           |

| \| Clasificación general \| Clasificación general \| Clasificación general \| Clasificación general \| Clasificación general \| \| Ciclista \| Ciclista \| Equipo \| Tiempo \| \| \| --------------------- \| --------------------- \| ---------------------------------- \| --------------------- \| --------------------- \| \| 1.º \| Fabio Jakobsen \| Quick-Step Alpha Vinyl \| 4 h 56 min 29 s \| \| \| 2.º \| Bryan Coquard \| Cofidis \| + 0 s \| \| \| 3.º \| Alexander Kristoff \| Intermarché-Wanty-Gobert Matériaux \| + 0 s \| \| \| 4.º \| Michele Gazzoli \| Astana Qazaqstan Team \| + 0 s \| \| \| 5.º \| Rui Oliveira \| UAE Team Emirates \| + 0 s \| \| \| 6.º \| Bert Van Lerberghe \| Quick-Step Alpha Vinyl \| + 0 s \| \| \| 7.º \| Remco Evenepoel \| Quick-Step Alpha Vinyl \| + 0 s \| \| \| 8.º \| Nils Politt \| Bora-Hansgrohe \| + 0 s \| \| \| 9.º \| Brandon McNulty \| UAE Team Emirates \| + 0 s \| \| \| 10.º \| Tobias Foss \| Jumbo-Visma \| + 0 s \| \| |                    |                                    |                 |
| |                    |                                    |                 |
| Fuente: ProCyclingStats |                    |                                    |                 |
| Clasificación general |                    |                                    |                 |
| Ciclista | Ciclista           | Equipo                             | Tiempo          |
| 1.º | Fabio Jakobsen     | Quick-Step Alpha Vinyl             | 4 h 56 min 29 s |
| 2.º | Bryan Coquard      | Cofidis                            | + 0 s           |
| 3.º | Alexander Kristoff | Intermarché-Wanty-Gobert Matériaux | + 0 s           |
| 4.º | Michele Gazzoli    | Astana Qazaqstan Team              | + 0 s           |
| 5.º | Rui Oliveira       | UAE Team Emirates                  | + 0 s           |
| 6.º | Bert Van Lerberghe | Quick-Step Alpha Vinyl             | + 0 s           |
| 7.º | Remco Evenepoel    | Quick-Step Alpha Vinyl             | + 0 s           |
| 8.º | Nils Politt        | Bora-Hansgrohe                     | + 0 s           |
| 9.º | Brandon McNulty    | UAE Team Emirates                  | + 0 s           |
| 10.º | Tobias Foss        | Jumbo-Visma                        | + 0 s           |

### 2.ª etapa
| Albufeira - Foia | etapa de montaña | (182,4 km) |

| \| Clasificación de la etapa \| Clasificación de la etapa \| Clasificación de la etapa \| Clasificación de la etapa \| Clasificación de la etapa \| \| Ciclista \| Ciclista \| Equipo \| Tiempo \| \| \| ------------------------- \| ------------------------- \| ---------------------------------- \| ------------------------- \| ------------------------- \| \| 1.º \| David Gaudu \| Groupama-FDJ \| 4 h 50 min 51 s \| \| \| 2.º \| Samuele Battistella \| Astana Qazaqstan Team \| + 1 s \| \| \| 3.º \| Ethan Hayter \| Ineos Grenadiers \| + 1 s \| \| \| 4.º \| Brandon McNulty \| UAE Team Emirates \| + 1 s \| \| \| 5.º \| Daniel Felipe Martínez \| Ineos Grenadiers \| + 1 s \| \| \| 6.º \| Remco Evenepoel \| Quick-Step Alpha Vinyl \| + 1 s \| \| \| 7.º \| Julien Bernard \| Trek-Segafredo \| + 1 s \| \| \| 8.º \| Georg Zimmermann \| Intermarché-Wanty-Gobert Matériaux \| + 1 s \| \| \| 9.º \| Tony Gallopin \| Trek-Segafredo \| + 1 s \| \| \| 10.º \| Sven Erik Bystrøm \| Intermarché-Wanty-Gobert Matériaux \| + 1 s \| \| |                        |                                    |                 |
| |                        |                                    |                 |
| Fuente: ProCyclingStats |                        |                                    |                 |
| Clasificación de la etapa |                        |                                    |                 |
| Ciclista | Ciclista               | Equipo                             | Tiempo          |
| 1.º | David Gaudu            | Groupama-FDJ                       | 4 h 50 min 51 s |
| 2.º | Samuele Battistella    | Astana Qazaqstan Team              | + 1 s           |
| 3.º | Ethan Hayter           | Ineos Grenadiers                   | + 1 s           |
| 4.º | Brandon McNulty        | UAE Team Emirates                  | + 1 s           |
| 5.º | Daniel Felipe Martínez | Ineos Grenadiers                   | + 1 s           |
| 6.º | Remco Evenepoel        | Quick-Step Alpha Vinyl             | + 1 s           |
| 7.º | Julien Bernard         | Trek-Segafredo                     | + 1 s           |
| 8.º | Georg Zimmermann       | Intermarché-Wanty-Gobert Matériaux | + 1 s           |
| 9.º | Tony Gallopin          | Trek-Segafredo                     | + 1 s           |
| 10.º | Sven Erik Bystrøm      | Intermarché-Wanty-Gobert Matériaux | + 1 s           |

| \| Clasificación general \| Clasificación general \| Clasificación general \| Clasificación general \| Clasificación general \| \| Ciclista \| Ciclista \| Equipo \| Tiempo \| \| \| --------------------- \| ---------------------- \| ---------------------------------- \| --------------------- \| --------------------- \| \| 1.º \| David Gaudu \| Groupama-FDJ \| 9 h 47 min 20 s \| \| \| 2.º \| Brandon McNulty \| UAE Team Emirates \| + 1 s \| \| \| 3.º \| Remco Evenepoel \| Quick-Step Alpha Vinyl \| + 1 s \| \| \| 4.º \| Ethan Hayter \| Ineos Grenadiers \| + 1 s \| \| \| 5.º \| Daniel Felipe Martínez \| Ineos Grenadiers \| + 1 s \| \| \| 6.º \| Julien Bernard \| Trek-Segafredo \| + 1 s \| \| \| 7.º \| Sven Erik Bystrøm \| Intermarché-Wanty-Gobert Matériaux \| + 1 s \| \| \| 8.º \| Tony Gallopin \| Trek-Segafredo \| + 8 s \| \| \| 9.º \| Thomas Pidcock \| Ineos Grenadiers \| + 17 s \| \| \| 10.º \| Dylan van Baarle \| Ineos Grenadiers \| + 18 s \| \| |                        |                                    |                 |
| |                        |                                    |                 |
| Fuente: ProCyclingStats |                        |                                    |                 |
| Clasificación general |                        |                                    |                 |
| Ciclista | Ciclista               | Equipo                             | Tiempo          |
| 1.º | David Gaudu            | Groupama-FDJ                       | 9 h 47 min 20 s |
| 2.º | Brandon McNulty        | UAE Team Emirates                  | + 1 s           |
| 3.º | Remco Evenepoel        | Quick-Step Alpha Vinyl             | + 1 s           |
| 4.º | Ethan Hayter           | Ineos Grenadiers                   | + 1 s           |
| 5.º | Daniel Felipe Martínez | Ineos Grenadiers                   | + 1 s           |
| 6.º | Julien Bernard         | Trek-Segafredo                     | + 1 s           |
| 7.º | Sven Erik Bystrøm      | Intermarché-Wanty-Gobert Matériaux | + 1 s           |
| 8.º | Tony Gallopin          | Trek-Segafredo                     | + 8 s           |
| 9.º | Thomas Pidcock         | Ineos Grenadiers                   | + 17 s          |
| 10.º | Dylan van Baarle       | Ineos Grenadiers                   | + 18 s          |

### 3.ª etapa
| Almodôvar - Faro | etapa escarpada | (209,1 km) |

| \| Clasificación de la etapa \| Clasificación de la etapa \| Clasificación de la etapa \| Clasificación de la etapa \| Clasificación de la etapa \| \| Ciclista \| Ciclista \| Equipo \| Tiempo \| \| \| ------------------------- \| ------------------------- \| ---------------------------------- \| ------------------------- \| ------------------------- \| \| 1.º \| Fabio Jakobsen \| Quick-Step Alpha Vinyl \| 4 h 54 min 51 s \| \| \| 2.º \| Tim Merlier \| Alpecin-Fenix \| + 0 s \| \| \| 3.º \| Bryan Coquard \| Cofidis \| + 0 s \| \| \| 4.º \| Alexander Kristoff \| Intermarché-Wanty-Gobert Matériaux \| + 0 s \| \| \| 5.º \| Hugo Hofstetter \| Arkéa-Samsic \| + 0 s \| \| \| 6.º \| Clément Russo \| Arkéa-Samsic \| + 0 s \| \| \| 7.º \| Jordi Meeus \| Bora-Hansgrohe \| + 0 s \| \| \| 8.º \| Michele Gazzoli \| Astana Qazaqstan Team \| + 0 s \| \| \| 9.º \| Colin Joyce \| Human Powered Health \| + 0 s \| \| \| 10.º \| Leangel Linarez \| Tavfer-Mortágua-Ovos Matinados \| + 0 s \| \| |                    |                                    |                 |
| |                    |                                    |                 |
| Fuente: ProCyclingStats |                    |                                    |                 |
| Clasificación de la etapa |                    |                                    |                 |
| Ciclista | Ciclista           | Equipo                             | Tiempo          |
| 1.º | Fabio Jakobsen     | Quick-Step Alpha Vinyl             | 4 h 54 min 51 s |
| 2.º | Tim Merlier        | Alpecin-Fenix                      | + 0 s           |
| 3.º | Bryan Coquard      | Cofidis                            | + 0 s           |
| 4.º | Alexander Kristoff | Intermarché-Wanty-Gobert Matériaux | + 0 s           |
| 5.º | Hugo Hofstetter    | Arkéa-Samsic                       | + 0 s           |
| 6.º | Clément Russo      | Arkéa-Samsic                       | + 0 s           |
| 7.º | Jordi Meeus        | Bora-Hansgrohe                     | + 0 s           |
| 8.º | Michele Gazzoli    | Astana Qazaqstan Team              | + 0 s           |
| 9.º | Colin Joyce        | Human Powered Health               | + 0 s           |
| 10.º | Leangel Linarez    | Tavfer-Mortágua-Ovos Matinados     | + 0 s           |

| \| Clasificación general \| Clasificación general \| Clasificación general \| Clasificación general \| Clasificación general \| \| Ciclista \| Ciclista \| Equipo \| Tiempo \| \| \| --------------------- \| ---------------------- \| ---------------------------------- \| --------------------- \| --------------------- \| \| 1.º \| David Gaudu \| Groupama-FDJ \| 14 h 42 min 11 s \| \| \| 2.º \| Brandon McNulty \| UAE Team Emirates \| + 1 s \| \| \| 3.º \| Ethan Hayter \| Ineos Grenadiers \| + 1 s \| \| \| 4.º \| Remco Evenepoel \| Quick-Step Alpha Vinyl \| + 1 s \| \| \| 5.º \| Sven Erik Bystrøm \| Intermarché-Wanty-Gobert Matériaux \| + 1 s \| \| \| 6.º \| Julien Bernard \| Trek-Segafredo \| + 1 s \| \| \| 7.º \| Daniel Felipe Martínez \| Ineos Grenadiers \| + 1 s \| \| \| 8.º \| Tony Gallopin \| Trek-Segafredo \| + 8 s \| \| \| 9.º \| Thomas Pidcock \| Ineos Grenadiers \| + 17 s \| \| \| 10.º \| Dylan van Baarle \| Ineos Grenadiers \| + 18 s \| \| |                        |                                    |                  |
| |                        |                                    |                  |
| Fuente: ProCyclingStats |                        |                                    |                  |
| Clasificación general |                        |                                    |                  |
| Ciclista | Ciclista               | Equipo                             | Tiempo           |
| 1.º | David Gaudu            | Groupama-FDJ                       | 14 h 42 min 11 s |
| 2.º | Brandon McNulty        | UAE Team Emirates                  | + 1 s            |
| 3.º | Ethan Hayter           | Ineos Grenadiers                   | + 1 s            |
| 4.º | Remco Evenepoel        | Quick-Step Alpha Vinyl             | + 1 s            |
| 5.º | Sven Erik Bystrøm      | Intermarché-Wanty-Gobert Matériaux | + 1 s            |
| 6.º | Julien Bernard         | Trek-Segafredo                     | + 1 s            |
| 7.º | Daniel Felipe Martínez | Ineos Grenadiers                   | + 1 s            |
| 8.º | Tony Gallopin          | Trek-Segafredo                     | + 8 s            |
| 9.º | Thomas Pidcock         | Ineos Grenadiers                   | + 17 s           |
| 10.º | Dylan van Baarle       | Ineos Grenadiers                   | + 18 s           |

### 4.ª etapa
| Villarreal de San Antonio - Tavira | contrarreloj individual | (32,2 km) |

| \| Clasificación de la etapa \| Clasificación de la etapa \| Clasificación de la etapa \| Clasificación de la etapa \| Clasificación de la etapa \| \| Ciclista \| Ciclista \| Equipo \| Tiempo \| \| \| ------------------------- \| ------------------------- \| ------------------------- \| ------------------------- \| ------------------------- \| \| 1.º \| Remco Evenepoel \| Quick-Step Alpha Vinyl \| 37 min 49 s \| \| \| 2.º \| Stefan Küng \| Groupama-FDJ \| + 58 s \| \| \| 3.º \| Ethan Hayter \| Ineos Grenadiers \| + 1 min 06 s \| \| \| 4.º \| Tobias Foss \| Jumbo-Visma \| + 1 min 11 s \| \| \| 5.º \| Brandon McNulty \| UAE Team Emirates \| + 1 min 25 s \| \| \| 6.º \| Thibault Guernalec \| Arkéa-Samsic \| + 1 min 27 s \| \| \| 7.º \| Daniel Felipe Martínez \| Ineos Grenadiers \| + 1 min 30 s \| \| \| 8.º \| Daan Hoole \| Trek-Segafredo \| + 1 min 38 s \| \| \| 9.º \| David Gaudu \| Groupama-FDJ \| + 2 min 09 s \| \| \| 10.º \| Connor Swift \| Arkéa-Samsic \| + 2 min 12 s \| \| |                        |                        |              |
| |                        |                        |              |
| Fuente: ProCyclingStats |                        |                        |              |
| Clasificación de la etapa |                        |                        |              |
| Ciclista | Ciclista               | Equipo                 | Tiempo       |
| 1.º | Remco Evenepoel        | Quick-Step Alpha Vinyl | 37 min 49 s  |
| 2.º | Stefan Küng            | Groupama-FDJ           | + 58 s       |
| 3.º | Ethan Hayter           | Ineos Grenadiers       | + 1 min 06 s |
| 4.º | Tobias Foss            | Jumbo-Visma            | + 1 min 11 s |
| 5.º | Brandon McNulty        | UAE Team Emirates      | + 1 min 25 s |
| 6.º | Thibault Guernalec     | Arkéa-Samsic           | + 1 min 27 s |
| 7.º | Daniel Felipe Martínez | Ineos Grenadiers       | + 1 min 30 s |
| 8.º | Daan Hoole             | Trek-Segafredo         | + 1 min 38 s |
| 9.º | David Gaudu            | Groupama-FDJ           | + 2 min 09 s |
| 10.º | Connor Swift           | Arkéa-Samsic           | + 2 min 12 s |

| \| Clasificación general \| Clasificación general \| Clasificación general \| Clasificación general \| Clasificación general \| \| Ciclista \| Ciclista \| Equipo \| Tiempo \| \| \| --------------------- \| ---------------------- \| ---------------------------------- \| --------------------- \| --------------------- \| \| 1.º \| Remco Evenepoel \| Quick-Step Alpha Vinyl \| 15 h 20 min 01 s \| \| \| 2.º \| Ethan Hayter \| Ineos Grenadiers \| + 1 min 06 s \| \| \| 3.º \| Brandon McNulty \| UAE Team Emirates \| + 1 min 25 s \| \| \| 4.º \| Daniel Felipe Martínez \| Ineos Grenadiers \| + 1 min 30 s \| \| \| 5.º \| Stefan Küng \| Groupama-FDJ \| + 1 min 43 s \| \| \| 6.º \| Tobias Foss \| Jumbo-Visma \| + 1 min 51 s \| \| \| 7.º \| David Gaudu \| Groupama-FDJ \| + 2 min 08 s \| \| \| 8.º \| Thibault Guernalec \| Arkéa-Samsic \| + 2 min 08 s \| \| \| 9.º \| Dylan van Baarle \| Ineos Grenadiers \| + 2 min 37 s \| \| \| 10.º \| Sven Erik Bystrøm \| Intermarché-Wanty-Gobert Matériaux \| + 2 min 40 s \| \| |                        |                                    |                  |
| |                        |                                    |                  |
| Fuente: ProCyclingStats |                        |                                    |                  |
| Clasificación general |                        |                                    |                  |
| Ciclista | Ciclista               | Equipo                             | Tiempo           |
| 1.º | Remco Evenepoel        | Quick-Step Alpha Vinyl             | 15 h 20 min 01 s |
| 2.º | Ethan Hayter           | Ineos Grenadiers                   | + 1 min 06 s     |
| 3.º | Brandon McNulty        | UAE Team Emirates                  | + 1 min 25 s     |
| 4.º | Daniel Felipe Martínez | Ineos Grenadiers                   | + 1 min 30 s     |
| 5.º | Stefan Küng            | Groupama-FDJ                       | + 1 min 43 s     |
| 6.º | Tobias Foss            | Jumbo-Visma                        | + 1 min 51 s     |
| 7.º | David Gaudu            | Groupama-FDJ                       | + 2 min 08 s     |
| 8.º | Thibault Guernalec     | Arkéa-Samsic                       | + 2 min 08 s     |
| 9.º | Dylan van Baarle       | Ineos Grenadiers                   | + 2 min 37 s     |
| 10.º | Sven Erik Bystrøm      | Intermarché-Wanty-Gobert Matériaux | + 2 min 40 s     |

### 5.ª etapa
| Lagoa - Alto do Malhão | etapa de media montaña | (173 km) |

| \| Clasificación de la etapa \| Clasificación de la etapa \| Clasificación de la etapa \| Clasificación de la etapa \| Clasificación de la etapa \| \| Ciclista \| Ciclista \| Equipo \| Tiempo \| \| \| ------------------------- \| ------------------------- \| ---------------------------------- \| ------------------------- \| ------------------------- \| \| 1.º \| Sergio Higuita \| Bora-Hansgrohe \| 4 h 14 min 53 s \| \| \| 2.º \| Daniel Felipe Martínez \| Ineos Grenadiers \| + 0 s \| \| \| 3.º \| Brandon McNulty \| UAE Team Emirates \| + 1 s \| \| \| 4.º \| David Gaudu \| Groupama-FDJ \| + 1 s \| \| \| 5.º \| Remco Evenepoel \| Quick-Step Alpha Vinyl \| + 9 s \| \| \| 6.º \| Tobias Foss \| Jumbo-Visma \| + 22 s \| \| \| 7.º \| Jay Vine \| Alpecin-Fenix \| + 22 s \| \| \| 8.º \| Frederico Figueiredo \| Glassdrive-Q8-Anicolor \| + 40 s \| \| \| 9.º \| Sven Erik Bystrøm \| Intermarché-Wanty-Gobert Matériaux \| + 42 s \| \| \| 10.º \| Ethan Hayter \| Ineos Grenadiers \| + 42 s \| \| |                        |                                    |                 |
| |                        |                                    |                 |
| Fuente: ProCyclingStats |                        |                                    |                 |
| Clasificación de la etapa |                        |                                    |                 |
| Ciclista | Ciclista               | Equipo                             | Tiempo          |
| 1.º | Sergio Higuita         | Bora-Hansgrohe                     | 4 h 14 min 53 s |
| 2.º | Daniel Felipe Martínez | Ineos Grenadiers                   | + 0 s           |
| 3.º | Brandon McNulty        | UAE Team Emirates                  | + 1 s           |
| 4.º | David Gaudu            | Groupama-FDJ                       | + 1 s           |
| 5.º | Remco Evenepoel        | Quick-Step Alpha Vinyl             | + 9 s           |
| 6.º | Tobias Foss            | Jumbo-Visma                        | + 22 s          |
| 7.º | Jay Vine               | Alpecin-Fenix                      | + 22 s          |
| 8.º | Frederico Figueiredo   | Glassdrive-Q8-Anicolor             | + 40 s          |
| 9.º | Sven Erik Bystrøm      | Intermarché-Wanty-Gobert Matériaux | + 42 s          |
| 10.º | Ethan Hayter           | Ineos Grenadiers                   | + 42 s          |

## Clasificaciones finales
- Las clasificaciones finalizaron de la siguiente forma:[4]

### Clasificación general
| \| Clasificación general \| Clasificación general \| Clasificación general \| Clasificación general \| Clasificación general \| \| Ciclista \| Ciclista \| Equipo \| Tiempo \| \| \| --------------------- \| ---------------------- \| ---------------------------------- \| --------------------- \| --------------------- \| \| 1.º \| Remco Evenepoel \| Quick-Step Alpha Vinyl \| 19 h 35 min 03 s \| \| \| 2.º \| Brandon McNulty \| UAE Team Emirates \| + 1 min 17 s \| \| \| 3.º \| Daniel Felipe Martínez \| Ineos Grenadiers \| + 1 min 21 s \| \| \| 4.º \| Ethan Hayter \| Ineos Grenadiers \| + 1 min 39 s \| \| \| 5.º \| David Gaudu \| Groupama-FDJ \| + 2 min 00 s \| \| \| 6.º \| Tobias Foss \| Jumbo-Visma \| + 2 min 04 s \| \| \| 7.º \| Stefan Küng \| Groupama-FDJ \| + 2 min 16 s \| \| \| 8.º \| Thibault Guernalec \| Arkéa-Samsic \| + 2 min 41 s \| \| \| 9.º \| Sven Erik Bystrøm \| Intermarché-Wanty-Gobert Matériaux \| + 3 min 13 s \| \| \| 10.º \| Dylan van Baarle \| Ineos Grenadiers \| + 3 min 38 s \| \| |                        |                                    |                  |
| |                        |                                    |                  |
| Fuente: ProCyclingStats |                        |                                    |                  |
| Clasificación general |                        |                                    |                  |
| Ciclista | Ciclista               | Equipo                             | Tiempo           |
| 1.º | Remco Evenepoel        | Quick-Step Alpha Vinyl             | 19 h 35 min 03 s |
| 2.º | Brandon McNulty        | UAE Team Emirates                  | + 1 min 17 s     |
| 3.º | Daniel Felipe Martínez | Ineos Grenadiers                   | + 1 min 21 s     |
| 4.º | Ethan Hayter           | Ineos Grenadiers                   | + 1 min 39 s     |
| 5.º | David Gaudu            | Groupama-FDJ                       | + 2 min 00 s     |
| 6.º | Tobias Foss            | Jumbo-Visma                        | + 2 min 04 s     |
| 7.º | Stefan Küng            | Groupama-FDJ                       | + 2 min 16 s     |
| 8.º | Thibault Guernalec     | Arkéa-Samsic                       | + 2 min 41 s     |
| 9.º | Sven Erik Bystrøm      | Intermarché-Wanty-Gobert Matériaux | + 3 min 13 s     |
| 10.º | Dylan van Baarle       | Ineos Grenadiers                   | + 3 min 38 s     |

### Clasificación de la montaña
| Clasificación de la montaña | Clasificación de la montaña | Clasificación de la montaña    | Clasificación de la montaña | Clasificación de la montaña |
| Ciclista                    | Ciclista                    | Equipo                         | Puntos                      |                             |
| --------------------------- | --------------------------- | ------------------------------ | --------------------------- | --------------------------- |
| 1.º                         | João Matias                 | Tavfer-Mortágua-Ovos Matinados | 15 pts                      |                             |
| 2.º                         | David Gaudu                 | Groupama-FDJ                   | 12 pts                      |                             |
| 3.º                         | Dries De Bondt              | Alpecin-Fenix                  | 10 pts                      |                             |
| 4.º                         | Ethan Hayter                | Ineos Grenadiers               | 9 pts                       |                             |
| 5.º                         | Brandon McNulty             | UAE Team Emirates              | 7 pts                       |                             |
| 6.º                         | Jonathan Castroviejo        | Ineos Grenadiers               | 7 pts                       |                             |
| 7.º                         | Sergio Higuita              | Bora-Hansgrohe                 | 6 pts                       |                             |
| 8.º                         | Ben Tulett                  | Ineos Grenadiers               | 6 pts                       |                             |
| 9.º                         | Daniel Felipe Martínez      | Ineos Grenadiers               | 6 pts                       |                             |
| 10.º                        | José Fernandes              | W52-FC Porto                   | 4 pts                       |                             |

### Clasificación de los puntos
| Clasificación por puntos | Clasificación por puntos | Clasificación por puntos           | Clasificación por puntos | Clasificación por puntos |
| Ciclista                 | Ciclista                 | Equipo                             | Puntos                   |                          |
| ------------------------ | ------------------------ | ---------------------------------- | ------------------------ | ------------------------ |
| 1.º                      | Fabio Jakobsen           | Quick-Step Alpha Vinyl             | 51 pts                   |                          |
| 2.º                      | Bryan Coquard            | Cofidis                            | 36 pts                   |                          |
| 3.º                      | Alexander Kristoff       | Intermarché-Wanty-Gobert Matériaux | 29 pts                   |                          |
| 4.º                      | David Gaudu              | Groupama-FDJ                       | 23 pts                   |                          |
| 5.º                      | Brandon McNulty          | UAE Team Emirates                  | 20 pts                   |                          |
| 6.º                      | Tim Merlier              | Alpecin-Fenix                      | 20 pts                   |                          |
| 7.º                      | Daniel Felipe Martínez   | Ineos Grenadiers                   | 18 pts                   |                          |
| 8.º                      | Remco Evenepoel          | Quick-Step Alpha Vinyl             | 17 pts                   |                          |
| 9.º                      | Michele Gazzoli          | Astana Qazaqstan Team              | 17 pts                   |                          |
| 10.º                     | Sergio Higuita           | Bora-Hansgrohe                     | 15 pts                   |                          |

### Clasificación de los jóvenes
| Clasificación del mejor joven | Clasificación del mejor joven | Clasificación del mejor joven    | Clasificación del mejor joven | Clasificación del mejor joven |
| Ciclista                      | Ciclista                      | Equipo                           | Tiempo                        |                               |
| ----------------------------- | ----------------------------- | -------------------------------- | ----------------------------- | ----------------------------- |
| 1.º                           | Remco Evenepoel               | Quick-Step Alpha Vinyl           | 19 h 35 min 03 s              |                               |
| 2.º                           | Johannes Staune-Mittet        | Jumbo-Visma                      | + 11 min 32 s                 |                               |
| 3.º                           | Pedro Pinto                   | Tavfer-Mortágua-Ovos Matinados   | + 12 min 05 s                 |                               |
| 4.º                           | António Ferreira              | Kelly-Simoldes-UDO               | + 26 min 10 s                 |                               |
| 5.º                           | Afonso Silva                  | Kelly-Simoldes-UDO               | + 27 min 11 s                 |                               |
| 6.º                           | Vinicio Rodrigues             | Rádio Popular-Paredes-Boavista   | + 32 min 56 s                 |                               |
| 7.º                           | Michel Heßmann                | Jumbo-Visma                      | + 33 min 45 s                 |                               |
| 8.º                           | Hélder Gonçalves              | Kelly-Simoldes-UDO               | + 34 min 00 s                 |                               |
| 9.º                           | Ruben Simao                   | LA Alumínios-Credibom-Marcos Car | + 39 min 19 s                 |                               |
| 10.º                          | Ben Tulett                    | Ineos Grenadiers                 | + 39 min 51 s                 |                               |

### Clasificación por equipos
| Clasificación por equipos | Clasificación por equipos | Clasificación por equipos | Clasificación por equipos |
| Equipo                    | Equipo                    | Tiempo                    |                           |
| ------------------------- | ------------------------- | ------------------------- | ------------------------- |
| 1.º                       | Ineos Grenadiers          | 58 h 51 min 40 s          |                           |
| 2.º                       | Arkéa-Samsic              | + 3 min 57 s              |                           |
| 3.º                       | Groupama-FDJ              | + 6 min 26 s              |                           |
| 4.º                       | Trek-Segafredo            | + 13 min 20 s             |                           |
| 5.º                       | Jumbo-Visma               | + 14 min 27 s             |                           |

## Evolución de las clasificaciones
| Etapa                   | Vencedor                | Clasificación general | Clasificación de la montaña | Clasificación de los puntos | Clasificación de los jóvenes | Clasificación por equipos |
| ----------------------- | ----------------------- | --------------------- | --------------------------- | --------------------------- | ---------------------------- | ------------------------- |
| 1.ª                     | Fabio Jakobsen          | Fabio Jakobsen        | João Matias                 | Fabio Jakobsen              | Remco Evenepoel              | Quick-Step Alpha Vinyl    |
| 2.ª                     | David Gaudu             | David Gaudu           | David Gaudu                 | Fabio Jakobsen              | Remco Evenepoel              | INEOS Grenadiers          |
| 3.ª                     | Fabio Jakobsen          | David Gaudu           | João Matias                 | Fabio Jakobsen              | Remco Evenepoel              | INEOS Grenadiers          |
| 4.ª                     | Remco Evenepoel         | Remco Evenepoel       | João Matias                 | Fabio Jakobsen              | Remco Evenepoel              | INEOS Grenadiers          |
| 5.ª                     | Sergio Higuita          | Remco Evenepoel       | João Matias                 | Fabio Jakobsen              | Remco Evenepoel              | INEOS Grenadiers          |
| Clasificaciones finales | Clasificaciones finales | Remco Evenepoel       | João Matias                 | Fabio Jakobsen              | Remco Evenepoel              | INEOS Grenadiers          |

## Ciclistas participantes y posiciones finales
Convenciones:
- AB-N: Abandono en la etapa "N"
- FLT-N: Retiro por arribo fuera del límite de tiempo en la etapa "N"
- NTS-N: No tomó la salida para la etapa "N"
- DES-N: Descalificado o expulsado en la etapa "N"

## UCI World Ranking
La Vuelta al Algarve otorgó puntos para el UCI World Ranking para corredores de los equipos en las categorías UCI WorldTeam, UCI ProTeam y Continental. Las siguientes tablas son el baremo de puntuación y los diez corredores que obtuvieron más puntos:
| Posición              | 1.º | 2.º | 3.º | 4.º | 5.º | 6.º | 7.º | 8.º | 9.º | 10.º | 11.º | 12.º | 13.º | 14.º | 15.º | 16.º-30.º | 31.º-40.º |
| Clasificación general | 200 | 150 | 125 | 100 | 85  | 70  | 60  | 50  | 40  | 35   | 30   | 25   | 20   | 15   | 10   | 5         | 3         |
| Por etapa             | 20  | 10  | 5   |     |     |     |     |     |     |      |      |      |      |      |      |           |           |
| Líder                 | 5   |     |     |     |     |     |     |     |     |      |      |      |      |      |      |           |           |

| Clasificación |                        |                                    |         |       |       |       |
| Posición      | Ciclista               | Equipo                             | General | Etapa | Líder | Total |
| ------------- | ---------------------- | ---------------------------------- | ------- | ----- | ----- | ----- |
| 1.º           | Remco Evenepoel        | Quick-Step Alpha Vinyl             | 200     | 20    | 5     | 225   |
| 2.º           | Brandon McNulty        | UAE Emirates                       | 150     | 5     | -     | 155   |
| 3.º           | Daniel Felipe Martínez | INEOS Grenadiers                   | 125     | 10    | -     | 135   |
| 4.º           | David Gaudu            | Groupama-FDJ                       | 85      | 20    | 10    | 115   |
| 5.º           | Ethan Hayter           | INEOS Grenadiers                   | 100     | 10    | -     | 110   |
| 6.º           | Tobias Foss            | Jumbo-Visma                        | 70      | -     | -     | 70    |
| 7.º           | Stefan Küng            | Groupama-FDJ                       | 60      | 10    | -     | 70    |
| 8.º           | Thibault Guernalec     | Arkéa Samsic                       | 50      | -     | -     | 50    |
| 9.º           | Fabio Jakobsen         | Quick-Step Alpha Vinyl             | -       | 40    | 5     | 45    |
| 10.º          | Sven Erik Bystrøm      | Intermarché-Wanty-Gobert Matériaux | 40      | -     | -     | 40    |